# Sudden Strike
«Sudden Strike» — відеогра у жанрі стратегії в реальному часі на тему Другої світової війни. Гра була розроблена Fireglow Games, видана у 2000 році. Гравець бачить ландшафт в ізометричній перспективі і керує безліччю різноманітних юнітів, таких як піхота, танки, артилерія і авіація.
Коли стратегія Sudden Strike з'явилася на ринку, вона відразу стала бестселером. Потім вона кілька разів модернізувалася і перевидавалася аж до 2007 року. Досі продаються навіть найперші версії цієї серії, як на Заході, так і в Росії [Архівовано 13 травня 2009 у Wayback Machine.].

## Ігровий процес
Основна відмінність даної стратегії — рідкісне поєднання історично коректних правил варгейму і зовнішніх ефектів сучасних RTS. Цього було досягнуто завдяки багатьом додаткам, головний з яких — ігрова система Sudden Strike, що дозволяє використовувати для досягнення перемоги своїх військ різноманітну і нелінійну тактику, що забезпечує багаті можливості взаємодії військ і навколишнього ландшафту.
Популярність у шанувальників жанру RTS грі забезпечили такі особливості:
- Відсутність традиційного будівництва і торгівлі, які оригінально компенсовані технологіями «підкріплення / постачання»;
- Система пошкоджень дає широкі можливості задання параметрів аж до чутливості до кожного типу снаряду (у рамках 16 різних типів);
- Висока ступінь інтерактивності об'єктів ландшафту;
- Система озвучування практично будь-яких подій у грі.
- Можливість створення користувацьких модифікацій; проста, відкрита структура опису всіх ігрових об'єктів.
- Невисокі вимоги до продуктивності комп'ютера.

У грі представлені три сторони: Третій рейх, Радянський Союз, а також Союзники (Велика Британія, Франція, США). За кожну з цих сторін існує одна кампанія, що складається з 12 місій за союзників і Німеччину і з 11 місій — за СРСР (фактично грається 10 сценаріїв, а рівень 3 може бути представлений одним з двох, залежно від того, чи будуть виконані завдання попередньої місії). Завданням гравця є виконання різних завдань, наприклад, захоплення чи оборона містоа чи проведення диверсійних операцій. Гравець може керувати всіма юнітами, серед яких піхота, танки, артилерія, а також в деяких місіях можлива авіаційна підтримка. Крім кампаній у грі є велика кількість одиночних місій. У грі реалізована можливість багатокористувацької гри.

## Модифікації на базі Sudden Strike і Протистояння
Список користувача модифікацій Sudden Strike і Протистояння:
- APRM (Allied Power Realism Mod) ver. 1.x — 4.x (Німеччина)
- FMRM (Fox Mulder's Realistic Mod) всі версії (Росія)
- PWM (Pacific Warfare Modification) 1.0 — 2.0
- RWG (Real War Games) всі версії (Росія, Україна, Білорусь)
- RWM (Real Warfare Mod) всі версії (Німеччина, США, Англія, Данія, Швеція)
- SSNM (Sudden Strike Network Mod) всі версії (Німеччина, Англія)
- LRM (Long Range Mod) всі версії (США)
- TWO (The War Office Mod) всі версії (США)
- WAW (World at War Mod) всі версії (Англія)

Всі зазначені вище моди в основному присвячені, як і оригінал, періоду Другої світової війни. Техніка XX століття і можливість перенесення сучасних конфліктів на площину гри Sudden Strike породили такі некомерційні моди як закордонний «War Zone» (мод до Sudden Strike: Resource War).

## Оцінки гри
| Видання  | Оцінка |
| -------- | ------ |
| GameSpot | 56/100 |
| GameSpy  | 88/100 |
| IGN      | 81/100 |

Sudden Strike отримала досить позитивні відгуки від критиків, хоч не обійшлося і без зауважень. Gamespot оцінили гру в 56 балів зі 100, зазначивши, що вона, попри свій вигляд, все ж не є реалістичною, але прекрасно репрезентує історичні бойові одиниці. Sudden Strike іноді вдається відтворити атмосферу Другої світової війни, але ця атмосфера — все, що є в неї. Gamerevolution похвалили графічну складову, велику кількість сценаріїв, але назвали недоліками недосконалий ШІ, відсутність менеджменту ресурсів та відсутність редактора карт.